# Stanisław Rzeszutek
Stanisław Rzeszutek (ur. w 1927 w Kamionce, zm. 15 września 1944 na Pradze) – podoficer, uczestnik II wojny światowej w szeregach ludowego Wojska Polskiego. Pierwowzór postaci Janka Kosa z książki i serialu Czterej pancerni i pies .
Stanisław Rzeszutek urodził się w osadzie Kamionka w gminie Lachowicze w powiecie Baranowicze. Po rozpętaniu wojny w 1939 roku przez III Rzeszę zamieszkał z matką w Pierwomajskim Lesouczastku. Pracował w kuźni. Aby zostać żołnierzem Wojska Polskiego tworzonego w Sielcach nad Oką, skłamał, że urodził się w 1925 roku.
Po ukończeniu szkoły podoficerskiej, w stopniu kaprala służył jako radiotelegrafista w 2 batalionie 1 Brygady Pancernej im. Bohaterów Westerplatte. W czołgu oznaczonym nr 228 był celowniczym karabinu maszynowego i radiotelegrafistą. Wraz z brygadą w której służył brał udział w bitwie pod Studziankami i w walkach o zdobycie Warszawy. Poległ 15 września 1944 roku na warszawskiej Pradze, mając zaledwie 17 lat.

## Ordery i odznaczenia
- Medal „Zasłużonym na Polu Chwały”[4]